# Латинський патріархат Єрусалима
Єрусали́мський патріарха́т (лат. Patriarchatus Latinus Hierosolymitanus) — католицька єпископська катедра Єрусалиму, офіційно розташована в Храмі Гробу Господнього. Патріархат був створений в 1099 році, коли новостворене після Першого хрестового походу Єрусалимське королівство охоплювало завойовані хрестоносцями території Святої Землі. У 1374—1847 роках він був титулярним престолом і кафедра єрусалимських патріархів розміщувалась у базиліці Сан-Лоренцо-фуорі-ле-Мура в Римі. Статус Латинського патріарха був відновлений у 1847 році Пієм IX.
Латинський патріарх Єрусалиму тепер є архиєпископом католиків Латинської церкви католицької Архиєпархії Єрусалиму, юрисдикцією якого є всі латинські католики Ізраїлю, палестинської автономії, Йорданії та Кіпру. Латинський патріарх Єрусалима також обіймає посаду великого магістра Ордена Гробу Господнього. Посада Латинського патріарха Єрусалиму стала вакантною (sede vacante) 24 червня 2016 року, а Патріархатом керував архиєпископ П'єрбаттіста Піццабалла як апостольський адміністратор. Піцабалла був призначений латинським патріархом 24 жовтня 2020 року. Він був уведений на престол 6 листопада 2020 року.
Він безпосередньо підпорядковується Святому Престолу (і виключно його Конгрегації Східних Церков, яка зазвичай працює зі східними католиками). Цей патріархат не є sui iuris.
Титул Патріарха в Латинській церкві зберігають лише чотири архиєпископи (з тих пір, як Бенедикт XVI відмовився від папського титулу «Патріарха Заходу» в 2006 році): латинські патріархи Єрусалиму, Венеції, Лісабона та Ост-Індії. До 1964 року існували також почесні патріарші звання Константинополя, Александрії та Антіохії; ще інші були скасовані раніше. Титул «Єрусалимський Патріарх» також використовується православним Єрусалимським Патріархом, Вірменським патріархом Єрусалимським, а також титулярно (разом з Александрією) Мелькітським патріархом.

## Патріархат доби хрестових походів
1099 року Єрусалим був захоплений учасниками Першого хрестового походу, заснувавши Єрусалимське королівство, що існувало майже 200 років. В Єрусалимському королівстві була встановлена латинська ієрархія під владою латинського Єрусалимського патріарха. Першим патріархом наприкінці 1099 року було обрано Арнульфа Шокського, але вже в грудні цьогож року це обрання скасували через відсутність у Арнульфа на момент обрання дияконського сану і другим патріархом Єрусалиму було обрано пізанського архієпископа Дагоберта.
У 1120 році патріарх Гармонд разом з королем Єрусалиму Балдуїном II скликав Собор в Наблусі. У 1123 році він під час перебування Балдуїна II в полоні уклав з дожем Венеції Доменіко Мікеле договір між Єрусалимом та Венеційською республікою, який носить його ім'я — Pactum Warmundi (від імені Гармоднда латиною — Warmundus).
За часів існування Єрусалимського королівства латинський патріархат був розділений на чотири митрополії — їхні глави мали титули архієпископів Тіра, Цезареї, Назарета й Петри, а також багато суфраганних єпархій. Латинський патріарх керував Латинським кварталом міста Єрусалима (Гріб Господній і безпосереднє оточення), та мав як своїх прямих суфраганів-єпископів Лідди-Рамали, Вифлеєма, Хеврона та сектору Гази, й абатів Храму, гори Сіон і гори Оливи.
В 1187 році, після втрати хрестоносцями Єрусалиму, патріарша кафедра була переміщена в нову столицю королівства Сен-Жак-д'Акр. В 1291 році, після втрати хрестоносцями Акри — на Кіпр.

## Перенесення кафедри патрархату до Риму
Після поразки Кіпрського королівства у війні з генуезцями, в 1374 році кафедра латинського патріарха Єрусалима була перенесена з Кіпру в Рим, і протягом 1374—1847 років перебувала у вічному місті.
В Римі резиденція патріарха Єрусалиму містилась в Базиліці Святого Лаврентія за мурами і до 1847 року обирались лише почесні патріархи, які не керували якоюсь церковною структурою. 

## Повернення патріархату в Єрусалим

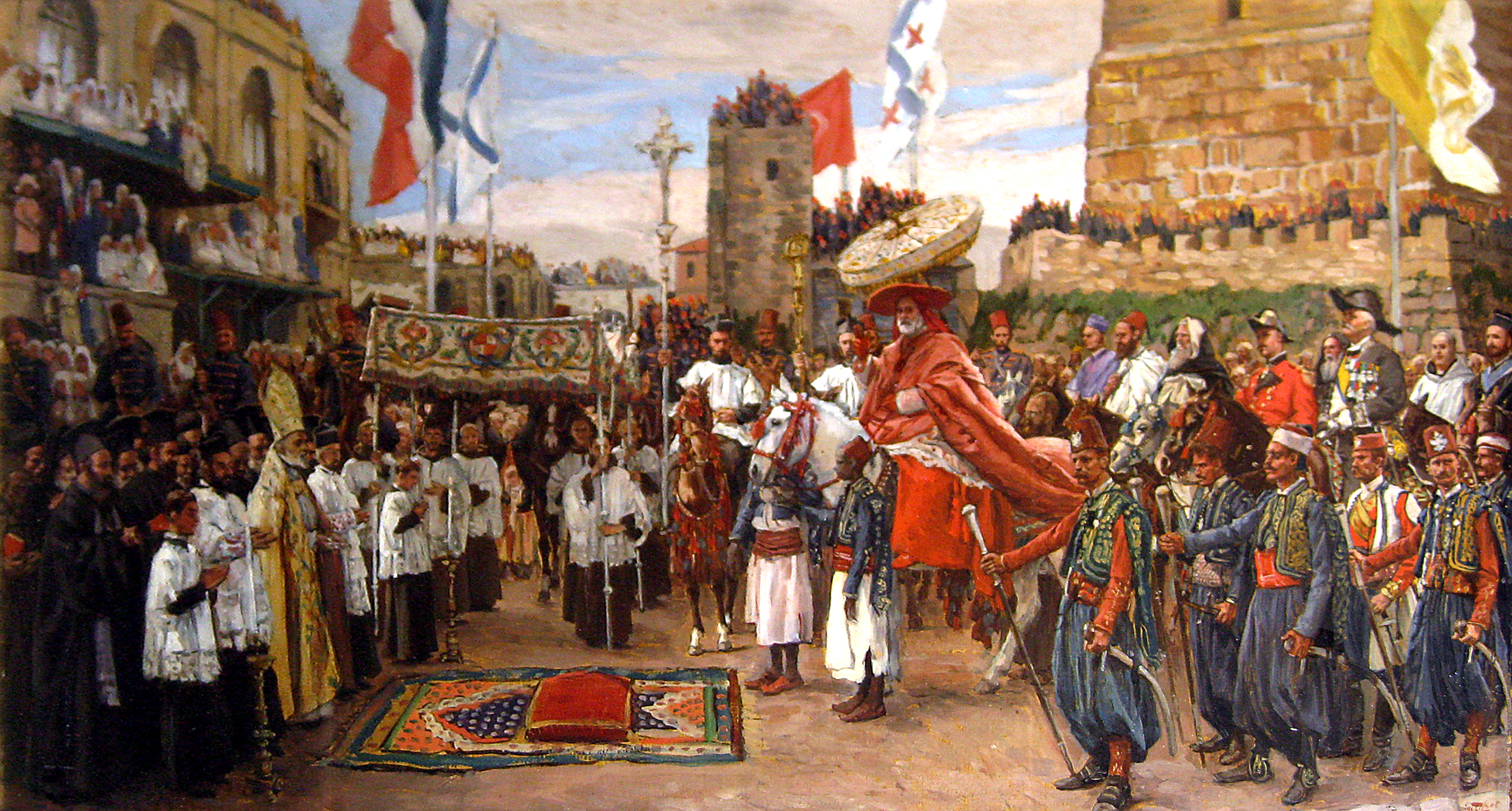
Урочистий в'їзд латинського патріарху до Єрусалиму 17 січня 1848 року (Джеймс Тіссо)

23 липня 1847 папа Пій IX опублікував Апостольське послання про відновлення Латинського патріархату Єрусалима. Титул латинський патріарх Єрусалима було відновлено як чинний, а не лише титулярний пост для єпископа Джузеппе Валерги. 
17 січня 1848 року латинського патріарх урочисто в'їхав до Єрусалиму і з цього часу офіційним місцем розташування кафедри латинської патріархії Єрусалиму знову є Храм Гробу Господнього. Кафедра латинського патріарха Єрусалиму розташована в співкафедральному Соборі Найсвятішого Імені Ісуса (кафедральний собор, де знаходиться катедра патріарха, але не патріархії), збудованому у , обидва храми розташовані в старому місті Єрусалима.. Титул латинський патріарх Єрусалима було відновлено як чинний пост для єпископа Джузеппе Валерги. Латинський патріарх Єрусалима — нині єпархіальний єпископ католиків латинського обряду на Святій землі, включаючи Йорданію та Кіпр.
Кафедра латинського патріарха Єрусалиму розташована в співкафедральному Соборі Найсвятішого Імені Ісуса (кафедральний собор, де знаходиться катедра патріарха, але не патріархії), обидва храми розташовані в старому місті Єрусалима, натомість семінарія, що відповідає за літургійну освіту, 1936 року була переміщена до Бейт-Джали, за 10 км на південь від Єрусалима.
Латинський Патріарх Єрусалиму виконує свої функції в Патріархаті, який нараховує 67 парафій з паствою, яка в 2018 році налічувала 313 тисяч прихожан.

## Латинські патріархи Єрусалима

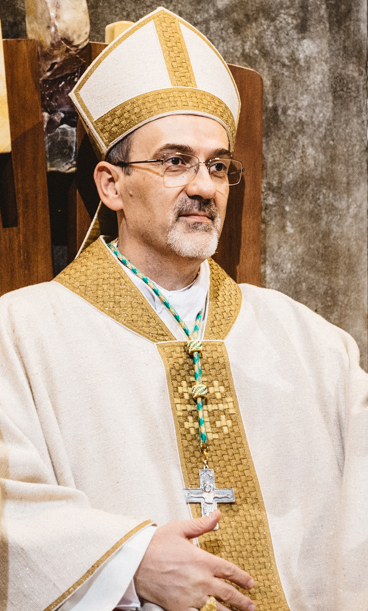
Архієпископ П'єрбаттіста Піццабалла, латинський патріарх Єрусалима з 2020 року

З моменту заснування патріархату в XI столітті було призначено 86 титулярних патріархів. Першим з них був Арнульф Шокський, обраний патріархом в 1099 році. Протягом 1374—1847 років під час перебування резиденція патріарха Єрусалиму в Римі призначались лише почесні (титулярні) патріархи. 
Від червня 2016 року, коли у відставку у зв'язку з досягненням 75-річного віку подав патріарх Фуад Туаль, пост патріарха вакантний. Апостольським адміністратором патріархату є призначений 24 червня 2016 р. папою Франциском архієпископ П'єрбаттіста Піццабалла.